# Euphorbia cooperi
Euphorbia cooperi là một loài thực vật có hoa trong họ Đại kích. Loài này được N.E.Br. ex A.Berger mô tả khoa học đầu tiên năm 1907 publ. 1906.

## Hình ảnh

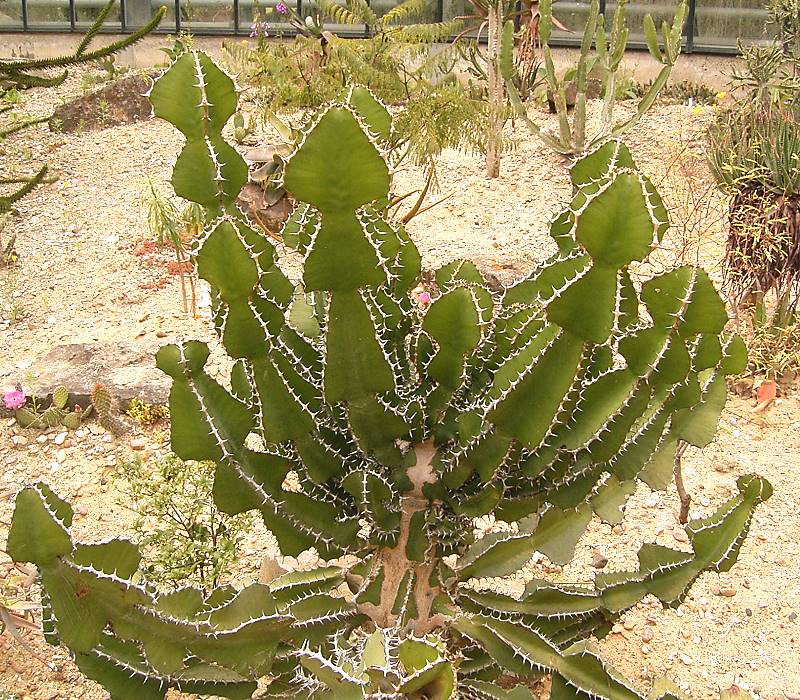
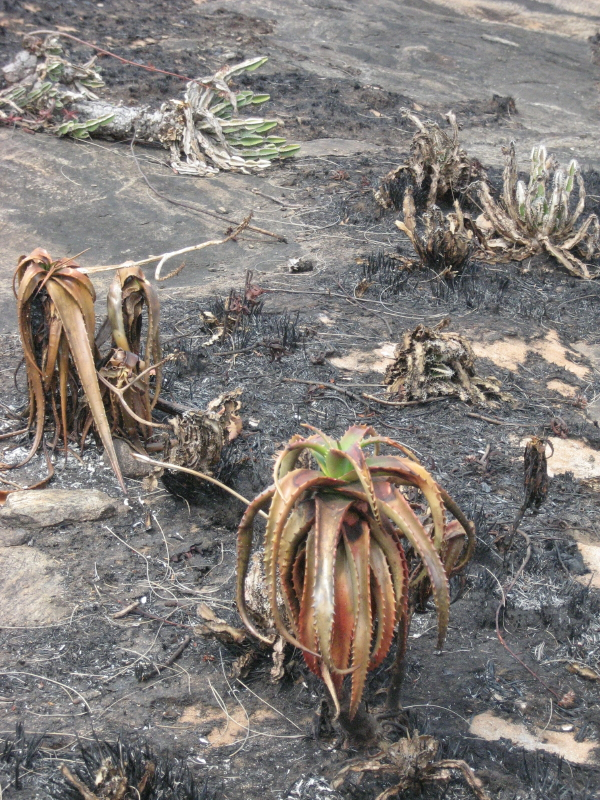
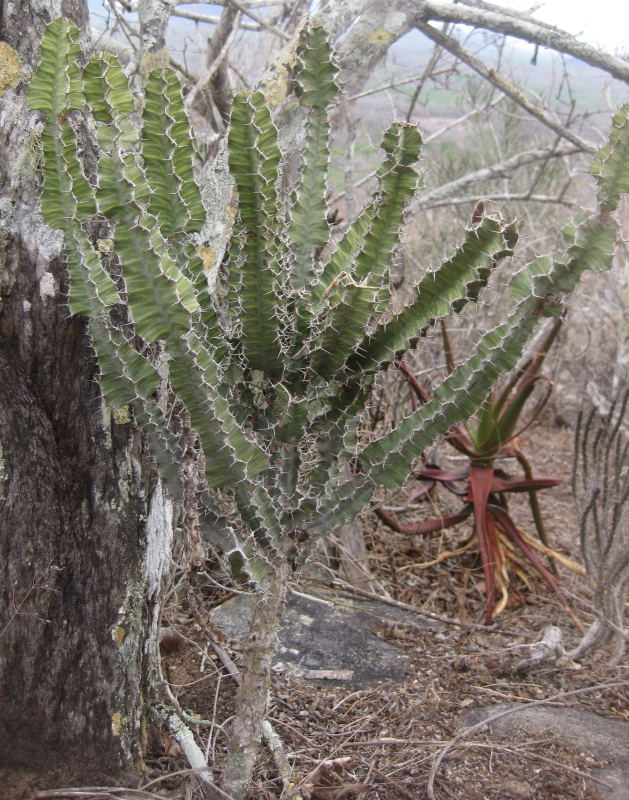
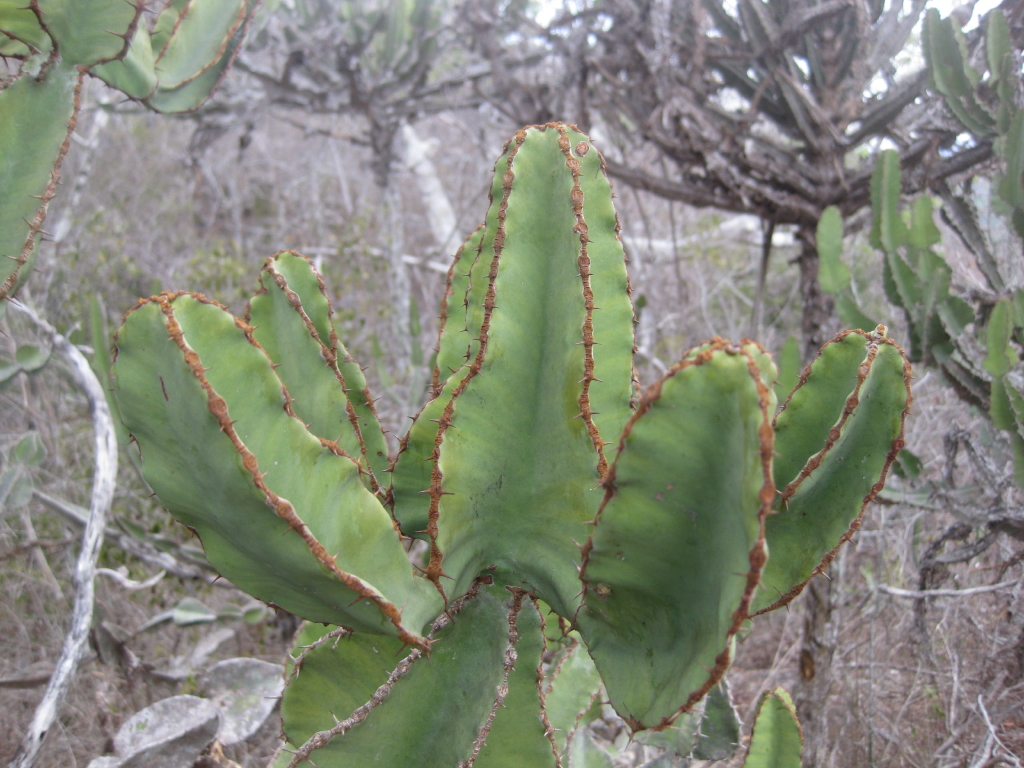